# 大皆川町
大皆川町（おおみながわまち）は、栃木県栃木市の地名。郵便番号は328-0068。
　

## 地理
皆川地区東部に位置し、東は新井町・泉川町、西は皆川城内町、南は岩出町と接している。

## 世帯数と人口
2017年（平成29年）8月31日現在の世帯数と人口は以下の通りである。
| 町丁     | 世帯数  | 人口  |
| -------- | ------- | ----- |
| 大皆川町 | 112世帯 | 307人 |

## 施設
寺院
- 宝珠院
- 御霊神社

## 交通

### 道路
主要地方道
- 栃木県道75号栃木佐野線（皆川街道）

## 小・中学校の学区
市立小・中学校に通う場合、学区は以下の通りとなる。
| 番地 | 小学校                 | 中学校             |
| ---- | ---------------------- | ------------------ |
| 全域 | 栃木市立皆川城東小学校 | 栃木市立皆川中学校 |